# Sotby
Sotby is een civil parish in het bestuurlijke gebied East Lindsey, in het Engelse graafschap Lincolnshire met 137 inwoners.